# Eugene O’Neill
Eugene Gladstone O’Neill (New York, 1888. október 16. – Boston, 1953. november 27.) Nobel-díjas amerikai drámaíró.
Jelentősége: megteremti az európaival egyenrangú amerikai drámát. Az úgynevezett „kis színház” célja: a művészet otthonává tenni a színházat, és megteremteni az amerikai színházat.

## Élete
Édesapja, James O’Neill, szegény sorsú ír családból származó színész volt. Édesanyja, Ella Quinlan O’Neill, gazdag családból származott. Édesanyja a morfium rabjává vált: soha nem heverte ki azt a megrázkódtatást, amelyet második fia halála okozott.
Édesapja foglalkozásának köszönhetően O’Neill gyermekkorát folyamatos költözésben töltötte (születni is egy szállodai szobában született). Gyermekkora nem volt boldog, és korán egy katolikus bentlakásos iskolába küldték. Ez idő tájt csak az olvasmányaiban nyert vigasztalást.
1907-ben belépett a Princeton Egyetemre, 1909-ben titokban megházasodott, de gyorsan elvált. Még ugyanebben az évben Közép-Amerikába ment aranyásónak, de maláriás lett; miután felgyógyult, apja színtársulatában lett „segédrendező”. Miután a Princeton-i Egyetemen felfüggesztették, elhajózott Buenos Airesbe, egy évet távol töltött az otthonától. New Yorkban a Jimmy-the-Priest’s lebuj látogatója lett. Közben súlyos depresszió kínozta és öngyilkossági gondolatok környékezték. Az irodalomhoz menekülésképpen fordult. Miután kilépett apja színtársulatából, Connecticutba ment, és a New London Telegraph riportere lett. Egészségi állapota legyengült, tüdőszanatóriumba kellett vonulnia 1912-ben. Hat hónapos kezelése alatt sokat olvasott: itt ismerte meg Henrik Ibsen és August Strindberg műveit. 1913-ban kezdett darabokat írni. 1914-ben a híres G. Pierce Baker óráira kezdett járni a Harvardra. 1915-ben belépett egy massachusettsi színjátszókörbe, nemsokára Provincetown Playersnek kezdték nevezni magukat. O’Neill egyfelvonásosokat írt a társulatnak. Nemsokára ő lett a vezető drámaíró. A „Kis színház” mozgalomban ez a színpad lett a legismertebb.

## Drámái
O’Neill kétféle stílushoz vonzódott: a realizmushoz és expresszionizmushoz; és éppúgy írt egyfelvonásosakat és eszméletlenül hosszú darabokat, mint teljes estéseket. Állandó keresése, a színpadi lehetőségek kutatása vezetett oda, hogy számos darabjában allegorikus figurák, kórusok, álarcok, kettéhasadt szereplők, belső monológok és versek fordulnak elő. Darabjai megtestesítik a huszadik század első felének kedvenc gondolatait és eszméit. Darabjainak egy része naturalista-realista stílusban íródott: ezekben főleg a szereplők sorsa és lelkiállapota foglalkoztatja; a másik részben, amint Jorge Luis Borges mondja A Nobel-díjas Eugene G. O’Neill című tanulmányában, a szimbolista-expresszionistában leginkább a színpadi lehetőségeket kutatja, és ezekhez illeszti hozzá a történetet, ami néha kaotikus és átgondolatlan, szereplői néha „torz szörnyetegek”.
O’Neill rövid darabokkal kezdte a pályafutását, a nyomorultak, a lecsúszottak ábrázolásával. Egy tengeri darabokból álló ciklussal, a S. S. Glencairn (1916-18) című négy darabbal kezdte a pályafutását a színtársulat. Ezekkel a darabokkal ő lett az egyfelvonásos-forma legjobb művelője Amerikában. Egy pár, ettől független darab, például az Ile (Olaj, 1917), A kötél (The Rope, 1918), a Fog (Köd, 1918), is növelte a szerző imázsát az első világháború végéig. A tenger ezekben a darabokban is, mint a végzet jelképe jelenik meg.

### Naturalista darabjai
O’Neill 1920-ban kezdett el teljes estés darabokat írni, első drámájára, a Beyond the Horizon-ra (Túl a horizonton, 1920) Pulitzer-díjat kapott. A Diff’rent (Másfélék, 1920) és a Gold (Arany, 1921) két kevésbé sikeres realista darab. (A Gold meg is bukott a Broadwayn.) Az Anna Christie, amit 1920-ban Chris Christopherson címmel publikált, és 1922-ben átírt, nagy siker volt, és erre kapta a második Pulitzer-díjat. O’Neill figurái ezekben a darabokban így vagy úgy, de olyan helyzetbe kerülnek, ami a szó kevésbé szigorú értelmében tragikus. O’Neill jól látta meg, hogy az erőssége a tragédia. Kevésbé volt sikeres, amikor a jellemek milyenségével akarta elérni a tragikai emelkedettséget, mint a The Straw-ban (Szalmaszál, 1921), a The First Man-ben (Az első ember, 1922) és az August Strindberget utánzó Welded-ben (Összeforrva, 1924), utóbbi a saját házasságáról szól, férj és feleség olyan erősen vonzódnak egymáshoz, hogy nem tudnak elszakadni.
Nemsokára a Vágy a szilfák alatt-ban O’Neill igazán patetikus és tragikai magaslatokra jutott. Új-Angliai környezetbe helyezte a Thészeusz-Phédra-Hippolütosz-mítoszt (vagy a Trisztán és Izoldát, ha úgy tetszik). Eben Cabot ábrázolása Freud hatását mutatja, a darab a kritikusok szerint mégis a legjobb tragédia az amerikai dráma 130 éves történetében. Gyengébb írók talán megelégedtek volna az elért sikerrel, de O’Neill nem próbálta meg még egyszer megírni a Vágyat, és egészen 1931-ig, az Amerikai Elektráig nem írt naturalista darabokat.

### Expresszionista kísérletek
A Vágy után a The Fountain c. darabot mutatták be (1925 decemberében), aztán a The Great God Brownt. Most O’Neill az amerikai drámát a naturalistától annyira különböző stílusokkal – szimbolista, expresszionista, romantikus darabokkal – akarta gazdagítani (volt olyan célkitűzése, hogy a műveivel behozza az amerikai dráma lemaradását az európai drámához képest). Az expresszionista drámák sorát 1920-ban nyitotta meg a Jones császár. Ezt követte A szőrös majom (1922), majd jött a The Fountain, az All God's Chillun, a The Great God Brown, a Lazarus Laughed, végül az Örökkön-örökké, amiben a kettéhasadt főhőst két különböző színész játssza.
Az expresszionisták közül első volt a Jones császár (Emperor Jones, 1920). A karibi sziget lakói fellázadnak és elkergetik a primitív zsarnokot. A darab tulajdonképpen egyetlen hosszú monológ, az erdőben bolyongó Jones fantáziái keverednek a valósággal. A dráma óriási sikert aratott. A következő expresszionista darab, A szőrös majom (The Hairy Ape, 1922) még izgalmasabb, még provokatívabb, cselekményében még sokkal komplexebb, mint a Jones császár. A közönség nem is vette az összetett szimbólumokat, bár a darab sikeres volt, „a közönség csak a hajófűtőt látta, a szimbólumot nem”, panaszkodott O’Neill a bemutató után.
Az az igazság, hogy az USA ekkoriban kezdett a Kultúra oltárán áldozni, a sznobok minden darabot megtapsoltak, csak Nagy Mű legyen, amit egy Képzetlen Vadzseni írt. O’Neill, mivel az első igazán jelentős amerikai drámaíró volt, még inkább az „áldozata” lett ennek a bálványozásnak. Ami a Képzetlen Vadzsenit illeti, meg a kalandos életet, O’Neill tengeren eltöltött egy évével és kocsmázó múltjával pontosan megfelelt a tömegigényeknek. Komor is volt, és titokzatos, volt egy öngyilkossági kísérlete is 1912-ben.
A következő expresszionista darab, az All God’s Chillun Got Wings (Isten szárnyas gyermekei, 1924) egy fehér lány és egy néger fiú házasságáról szól. O’Neill a nemek harcát is ábrázolni akarta á la Strindberg, a faji kérdéssel, a pszichológiai konfliktussal is foglalkozott; ezek az ellentétes művészi hatások kioltották volna egymást? Az idegbeteg, féltékeny Ella tönkreteszi Jim lehetőségeit arra, hogy karriert csináljon, megőrül, és késsel fenyegeti, majd a bocsánatáért könyörög. Jimnek felesége mellett a társadalommal is meg kellene küzdenie, hogy karriert csináljon. „Be akarod vásárolni magadat az öreged pénzén a fehérek közé, mi?”, kérdezi gúnyosan gyerekkori jóbarátja, Joe. O’Neill azonban a darab végén a házasság borzasztó voltáért nem a társadalmat, hanem csak Istent és a végzetet okolja, ezzel enyhít a darab provokatív voltát.
ELLA (könyörögve): Megbocsát nekem az Isten, Jim?
JIM: Talán megbocsátja, amit ellenem vétettél, és azt is, amit én vétettem ellened, de nem tudom, hogy bocsát meg – saját magának.
Következő darabjában, a „Marco Millions”-ben (A milliomos Marco, 1923-25, bemutató: 1928) elég halványan, de a Praktikus Bizniszment és a Kontemplatív Életet állítja szembe. A darab Marco Polo sikeres keleti útjáról szól, meggazdagodik, elveszi a lányt, akit szeret. Mongóliában, Kublai Kán udvarában vezető tisztviselő lesz, új adórendszert talál ki, amivel megsarcolja a népet; kitalálja az ágyút, a papírpénzt, de a Kelet miszticizmusa és Kukacsin hercegnő szerelme nem érinti meg. O’Neill állandó utalásokat tesz Marco és az amerikai üzletemberek közti hasonlóságokra. A darab Marco szempontjából komédia, Kublai szempontjából tragédia.
Két évvel a Marco előtt mutatták be a The Great God Brown-t (Brown, a nagy Isten, 1926). O’Neill itt sokkal élesebben állította szembe a Művészt és az Üzletembert: Billy Brown anyagias, sikeres, jóindulatú, de teljesen közönséges üzletember; üzlettársa, Dion Anthony idegbajos, de zseniális építész. Ez volt a kedvenc darabja. A Lazarus Laughed (A nevető Lázár, 1925-26) hatalmas és előadhatatlan darab (egyszer előadták Pasadenában, 1928-ban). Fő érdekességei a kórusok, a tömegjelenetek, a maszkok, a koreografikus mozgás. O’Neill megpróbálta a régi világ istenét újradefiniálni (Isten halott. Nietzsche.), és arra jutott, hogy halál nincs, csak élet (és Isten örökké nevet). Egy ember meghalhat, de az Élet örök. (Nagyon hasonlít Ady Endre vitalizmusához.)
LÁZÁR (Tiberiushoz): Mi vagy – te? De az Ember számára van remény! A szeretetben van az ember reménye – a nemes szeretetre, ami nem gyanakszik!
Ezt a kérdést próbálta megoldani a Dynamo-ban (Dinamó, 1929) is. A Dynamo hőse, Reuben Light, miután kiábrándul apja hitéből, a gépeket kezdi imádni. A darab központi szimbóluma a Dinamó. O’Neill a modern világ, a tudományos kor új istenét látta a dinamóban. A darab nem volt nagy siker, Lee Simonson zseniális díszlete ellenére (a két háznak csak a csővázát építette fel, meg a padlót, így mindent tökéletesen lehetett látni) sem. A probléma még az 1933-as Örökkön-örökkében (Days Without End) is megjelenik. A darab O’Neill szellemi hányattatásairól számol be; végül a hagyományos katolicizmushoz tér meg: John a Kereszt lábánál elveszti a rossz alteregóját, Lovingot. Mindazonáltal O’Neill „megtérése” nem tartott sokáig.

### Különös közjáték, Amerikai Elektra
O’Neill egyik legradikálisabb darabja a Különös közjáték (Strange Interlude, 1928). Nem is egy, hanem két darab: egyik az elmondottak, másik a gondolatok síkján. O’Neill a főhőst, Nina Leedset a Modern Nő szerepeiben, anya-, lány-, feleség-, és szerető-szerepben mutatja be. A cselekmény minden ponyvaszerűsége mellékes: az érdekes talán itt is a színpadi hatás. A darab elképesztő terjedelme ellenére meglehetősen népszerű volt.
1931-re fejezte be az Amerikai Elektrát (Mourning Becomes Electra, 1931). A görög tragikusokat akarta utánozni, tulajdonképpen melodrámát írt, erős freudi beütéssel. O’Neill az Oreszteia cselekményét időben az amerikai polgárháború után, 1865-be, térben Új-Angliába helyezte. A gazdag Mannon család feje, Ezra Mannon tábornok (Agamemnón megfelelője) visszatér a háborúból, és megtudja, hogy felesége, Christine(-Klütaimnésztra) megcsalta Adam Branttel, a család másik tagjával (Aigiszthosz az O’Neill verziójában). A második részben Lavinia-Élektra és Orin-Oresztész bosszút állnak: megölik Brantet, mire az anya öngyilkosságot követ el. A bűntudat leginkább Orint kínozza, aki beleszeret testvérébe és nem hagyja, hogy máshoz menjen feleségül. Élektra végül öngyilkosságba kergeti az ő Oresztészét, és megbánásában bezárkózik a házba. Ez a vég nagyon melodramatikus, ellentétben az aiszkhüloszi eredetivel.
A darab nagy sikert aratott, de ez inkább a melodrámának szólt, nem az Oreszteia-„adaptációnak”. O’Neill az aiszkhüloszi sors modern verzióját próbálta megkeresni, és az Ödipusz-komplexust tette a helyére.
A kritikusok már 1931-ben mondták, hogy a nyelvezete nehézkes, nem igazi tragédia, „inkább kitűnően dramatizált pszichológiai esettanulmány” (Allardyce Nicoll).

### További drámák
Az 1932-es Ifjúság (Ah, Wilderness!) „átmeneti színmű” (R. Brustein): O’Neill gyerekkori élményeiből merít, de nem azonosul korábbi énjének Nietzschéből, Omar Khajjámból és Baudelaire-ből merített fin de siècle pesszimizmusával, hanem elnézőe mosollyal szemléli Dick Miller ostobaságait.
1936-ban megkapja az irodalmi Nobel-díjat, de ezután már csak csökkent életében a népszerűsége. A közönség inkább Millerért, Williamsért, Albee-ért kezd lelkesedni, pedig O’Neill ezután írja legjobb drámáit.
1946-ban az Eljő a jeges című, 1939-ben írt színdarabjával jelentkezett újra, bemutatása nagy kritikai visszhangot váltott ki, lényegében megbukott. Későbbi drámái közül életében már csak a Boldogtalan holdat mutatták be (részben az Eljő a jeges fogadtatása, részben a darabok családi vonatkozásai miatt). 1952-ben került színre, de nem jutott el New Yorkba, a Broadway-re. Egy 9 részes drámaciklus (A Tale of Possessors of Self-Possessed) megírását is tervezte 1935-től, de csak az Egy igazi úrral (A Touch of The Poet, 1935-41) készült el. Hátrahagyta A költő és üzlete (More Stately Mansions, 1935-42) című töredéket. A többi darabot, már ahány elkészült, széttépte és elégette. 1983-ban állították össze irodalomtörténészek a Szélcsend a Baktérítőn (The Calms of Capricorn, 1983) című darabot. Önéletrajzi ihletésű darabok írásába kezdett, ezeket a formai, stiláris egyszerűség jellemzi. Saját családjának tragédiáját írta meg az Utazás az éjszakába (A Long Day's Journey into Night) című posztumusz bemutatott darabjában; általában ezt tartják a legtökéletesebb művének.
- Egyfelvonásosok (1913-19): The Web (1914), Recklessness (1914), Thirst (1914), The Sniper (1915), Bread And Butter (1918), Ile (1917), Fog (1917), Abortion (1916) stb.
- Kései munkái (1935-45): Az éjszakai portás (Hughie, 1944)

## Példaképei
Legnagyobb példaképének először August Strindberget tartotta, akinek a műveivel 1912-ben ismerkedett meg. Annyira erősen azonosult vele, hogy néha utánozni is kezdte (például a Before Breakfast Az erősebb című Strindberg-egyfelvonásossal, a Welded a Haláltánccal, a Days Without End a Damaszkusz felével mutat hasonlóságot). O’Neill egyébként hajlamos volt rá, hogy példaképeitől tanulja meg, hogyan kell írni: Toller, Synge, Andrejev, Shaw, Wedekind és mások hatása mutatható ki művein[forrás?]:
- dramaturgiailag: Ibsen, Csehov, Strindberg,
- filozófiailag: Nietzsche, Freud, Jung.

## Magyarul
- Amerikai Elektra. Drámai trilógia; ford. Harsányi Zsolt, fotó Vajda M. Pál; Globus Ny., Bp., 1937 (Krónika. A Nemzeti Színház műsorkísérő füzetei)
- Utazás az éjszakába. Színmű; ford. Vas István, utószó Benedek András; Európa, Bp., 1960 (Világirodalmi kiskönyvtár)
- Négy dráma (Boldogtalan hold, Utazás az éjszakába, Amerikai Elektra, Egy igazi úr); ford. Ottlik Géza, Vas István, utószó Kis Anna; Európa, Bp., 1961
- Amerikai Elektra. Drámai trilógia; ford. Ottlik Géza; Irodalmi, Bukarest, 1966 (Drámák)
- Drámák, 1-2. (Jones császár, Vágy a szilfák alatt, Különös közjáték, Amerikai Elektra, Egy igazi úr, Eljő a jeges, Utazás az éjszakába, Boldogtalan hold); vál. Vas István, ford. Bányay Geyza et al., utószó Almási Miklós; Európa, Bp., 1974
- Amerikai Elektra. Drámai trilógia; ford. Ottlik Géza, rend. Szurdi Miklós; Szolnoki Szigligeti Színház–Verseghy Ferenc Megyei Könyvtár, Szolnok, 1980 (A Szolnoki Szigligeti Színház műhelye)
- Kötetben: O'Neill: Jones császár, In.: A játszma vége : modern egyfelvonásosok; vál. és utószót írta Osztovits Levente; ford. Bajomi Lázár Endre et al.; Európa, Bp., 1969
- Kötetben: O'Neill: Eljő a jeges, In.: Nem félünk a farkastól : modern amerikai drámák; vál., utószó Osztovits Levente; ford. Bányay Geyza et al.; Európa, Bp., 1966